# Список об'єктів, названих на честь Карла Якобі
Наступне було названо на честь Карла Густава Якоба Якобі (нім. Carl Gustav Jacob Jacobi; 1804—1851) — німецького математика:
- Матриця Якобі
- Якобіан
- Метод Якобі
- Метод обертання Якобі
- Поліноми Якобі
- Рівняння Гамільтона — Якобі
- Тотожність Якобі
- Поле Якобі
- Символ Кронекера — Якобі
- Символ Якобі